# Cultura dels túmuls
La cultura dels túmuls (en alemany: Hügelgräberkultur) es va caracteritzar per la pràctica de l'enterrament per inhumació del cos dels morts en túmuls. Es va desenvolupar a Europa central durant l'edat del bronze (entre el 1600 aC fins al 1200 aC).
| Edat del bronze a Europa |              |
| Edat del bronze superior |              |
| Ha B2/3                  | 800–950 aC   |
| Ha B1                    | 950–1050 aC  |
| Ha A2                    | 1050–1100 aC |
| Ha A1                    | 1100–1200 aC |
| Bz D                     | 1200–1300 aC |
| Edat del bronze mitjà    |              |
| Bz C2                    | 1300–1400 aC |
| Bz C1                    | 1400–1500 aC |
| Bz B                     | 1500–1600 aC |
| Edat del bronze inferior |              |
| Bz A2                    | 1600–2000 aC |
| Bz A1                    | 2000–2200 aC |

El 1902, l'arqueòleg alemany Paul Reinecke va distingir una sèrie d'horitzons culturals basats en la investigació d'objectes i túmuls de l'Edat del bronze dels períodes coberts per aquests horitzons culturals que apareixen a la taula de l'esquerra. La cultura dels túmuls era prevalent durant els períodes B, C1 i C2 de l'edat de bronze mitjà.
La cultura dels túmuls va seguir la cultura Unetice (2300-1600 aC), ocupant el territori més enllà de Baviera i Württemberg, estenent-se des del Rin fins als Carpats occidentals, i des dels Alps fins a la mar Bàltica. La cultura dels tumulus va ser eminentment una societat guerrera que es va expandir amb nous cacics cap a l'est, cap a la conca dels Carpats (fins al riu Tisza), i cap al nord, cap a Polònia i Europa central (els territoris dels Únětice), amb assentaments dispersos centrats en estructures fortificades.
En aquest context, alguns estudiosos veuen els grups de la cultura dels túmuls del sud d'Alemanya com una comunitat que compartia una entitat lingüística indoeuropea extinta, com l'hipotètic italo-cèltic, grup ancestral de l'itàlic i el celta. Aquesta hipòtesi particular, però, suggereix la relaciona amb altres indoeuropeus. Per exemple, David W. Anthony suggereix que els parlants protoitàlics (i potser també protoceltes) podrien haver entrat pel nord d'Itàlia en una etapa anterior, des de l'est (per exemple, des dels Balcans o des de la regió de l'Adriàtica).
Els túmuls s'han utilitzat en altres llocs d'Europa des de l'Edat de pedra fins a l'edat del ferro; el terme «Cultura dels túmuls» es refereix específicament a la variant sud-alemanya de l'Edat del bronze. A la taula de l'esquerra, Ha designa Hallstatt. Els horitzons arqueològics Hallstatt A-B formen part de la cultura dels camps d'urnes de l'edat del bronze, mentre que els horitzons Hallstatt C-D pertanyen a la cultura de Hallstatt de l'edat del ferro.
La cultura dels túmuls va ser seguida per la cultura dels camps d'urnes al final de l'Edat del bronze (c. 1300 - 750 aC), que va marcar la transició cap a la pràctica de la cremació dels difunts.

## Característiques

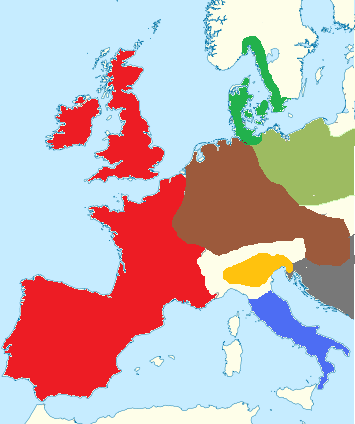
Europa durant l'Edat del Bronze:
marró - Cultura dels túmuls
vermell - Cultura atlàntica
verd - Cultura nòrdica
verd clar - Cultura del Aunjetitz
ocre - Cultura padana
blau - Cultura apenínica
gris - Cultura d'Europa sud-oriental

Com es pot deduir del nom, la «cultura dels túmuls» s'anomena així per la presència majoritària de sepultures d'inhumació (o cremació) dels cossos. Només s'enterrava un cos en un pou excavat al terra i es cobria amb un monticle de terra o túmul, construït sobre l'enterrament, que podia ser tan individual com col·lectiu.
Els túmuls tenen planta rodona o ovalada, i estaven envoltats exteriorment per un cercle de pedres. Inicialment, el ritu predominant va ser el de la inhumació (excepte a Bohèmia), però va augmentar la cremació fins a dominar el panorama funerari a partir del 1300 aC. Aquesta pràctica i l'abandonament de les necròpolis del període anterior han estat considerats sempre com a elements de ruptura, però últimament s'ha comprovat que les estructures de túmuls ja apareixien a l'època de la cultura Unetice.
La majoria dels túmuls es localitzen lluny de les terres més fèrtils, en àrees de muntanya i boscoses, el que ha portat a identificar els seus constructors com unes comunitats ramaderes. Però recentment s'han descobert a Baviera, Brisgòvia i a Bohèmia restes d'assentaments en planes, tant de poblats grans com d'habitatges aïllats, identificats gràcies a fosses o sitges, ja que les construccions originals no s'han conservat. Els túmuls apareixen de vegades aïllats i altres formant extenses necròpolis de fins a 500 estructures (Dysina a Bohèmia o el bosc d'Haguenau a Alsàcia, sent especialment ric en objectes de bronze aquest últim). Aquestes necròpolis estan separades per àmplies àrees sense restes de cap tipus, la qual cosa s'ha interpretat com a possibles fronteres entre grups.
Als túmuls s'han trobat ceràmiques decorades, recipients d'emmagatzematge i alguns objectes de bronze; en aquest període es generalitza l'ús del bronze, amb produccions massives realitzades amb motlles de pedra. La metal·lúrgia va suposar una importància econòmica fonamental, ja que permetia millores en l'armament i l'utillatge. Fins i tot els ornaments metàl·lics van començar a proliferar.
A les tombes, que a vegades estan pavimentades amb pedres (primer en brut i després treballades), és possible trobar dipòsits de restes òssies d'animals (interpretats com a signes de sacrificis), i altres petits objectes d'ús quotidià, igual que l'existència d'enterraments dobles. S'ha constatat una clara diferenciació per sexes en els aixovars funeraris, que són bastant homogenis; mentre que els masculins es componen de punyals, destrals, alguns adorns de metall (com agulles i fermalls), de vegades espases i sempre gots de ceràmica, els femenins no tenen armes i incorporen adorns i complements de bronze (agulles, braçalets, penjolls, etc.).
Els llocs d'habitatge eren molt grans, i estaven ubicats a zones elevades, com la part superior dels turons, amb la funció de defensa natural; en alguns casos estaven envoltats de parets de fusta i terra, amb una o més fosses. Les cases, majoritàriament rectangulars o trapezoïdals, eren construïdes amb fusta i altres materials peribles, la qual cosa suggereix una certa mobilitat.
Cap al 1300aC. va començar a diluir-se la homogeneïtat dels grups dels túmuls al centre d'Europa, sent abandonats els poblats d'altura per concentrar-se en llocs aïllats i ben defensats. A Bohèmia, Moràvia i Silèsia el canvi va ser menys radical, compartint el territori poblat que ja existia d'abans amb nuclis fortificats de nova construcció. Així, començava a produir-se una lenta transició que va desembocar en l'aparició dels primers camps d'urnes.

## Galeria d'imatges

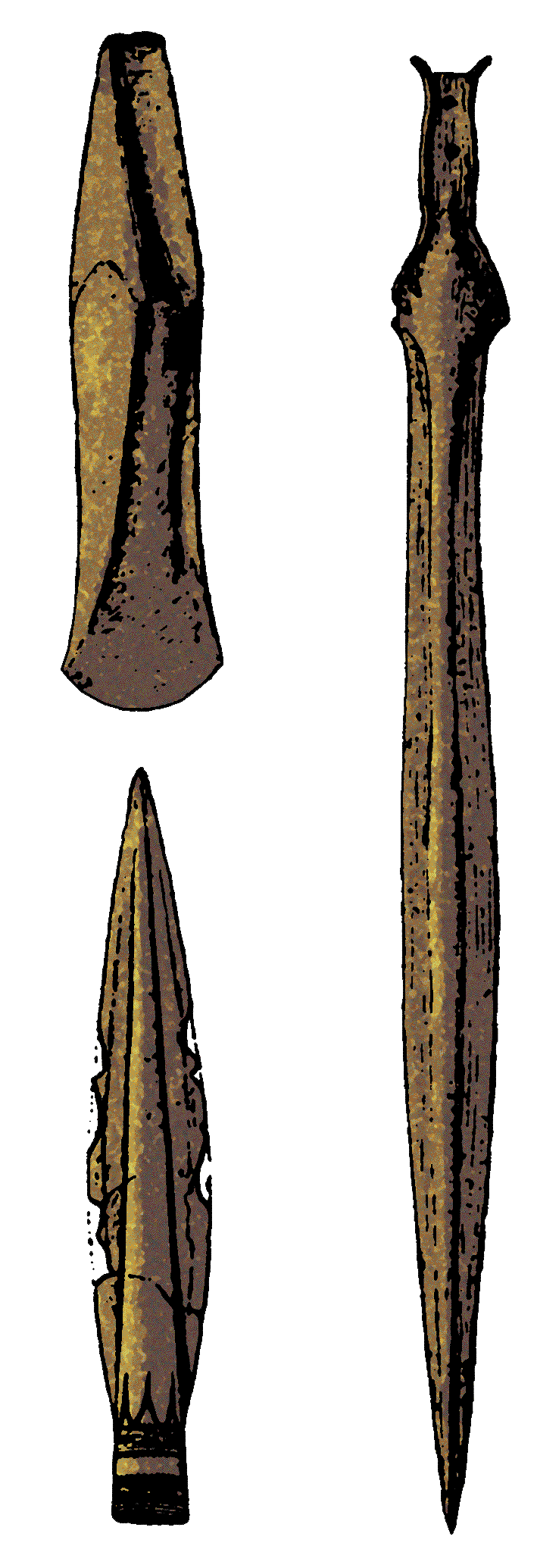
Armes
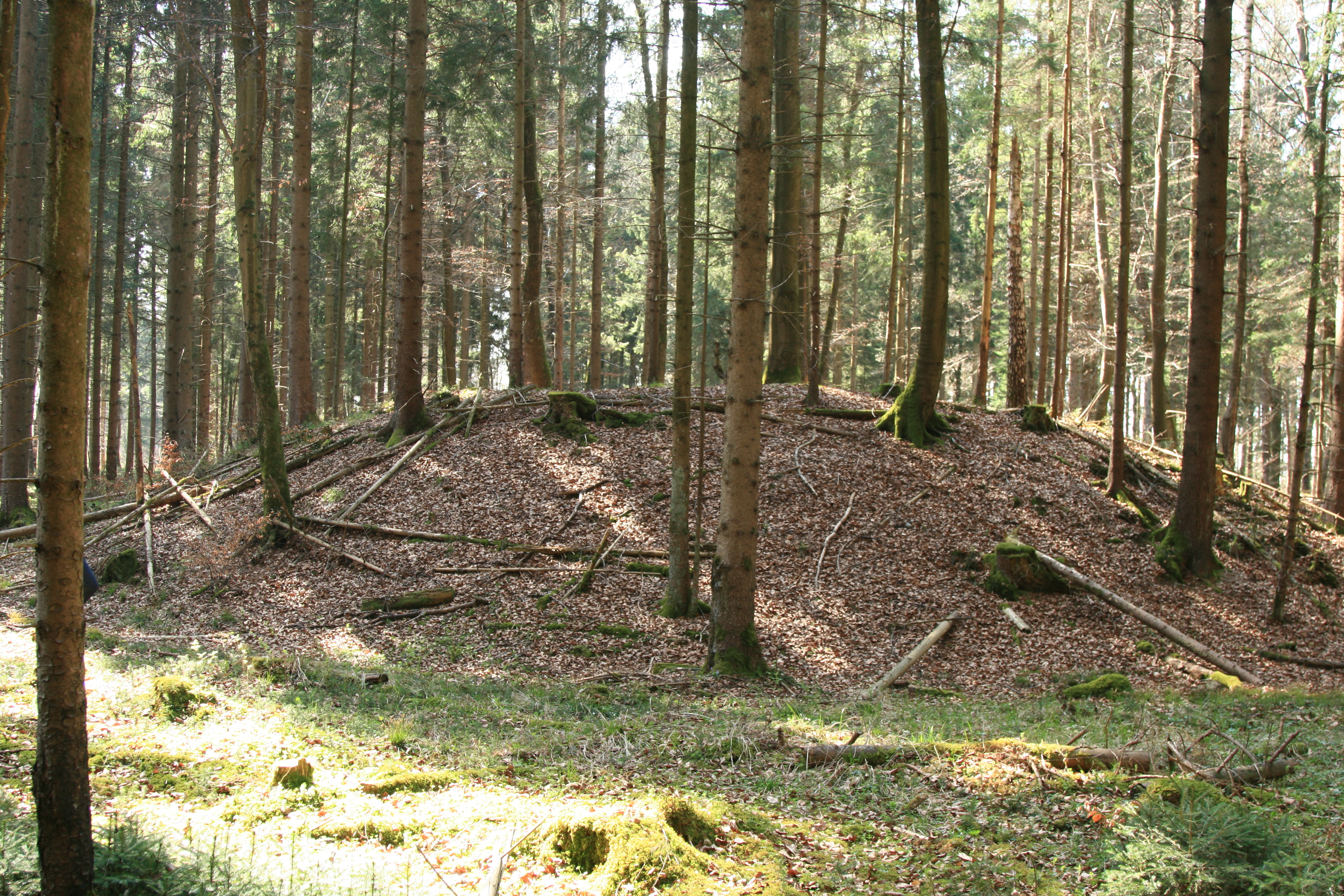
Túmul
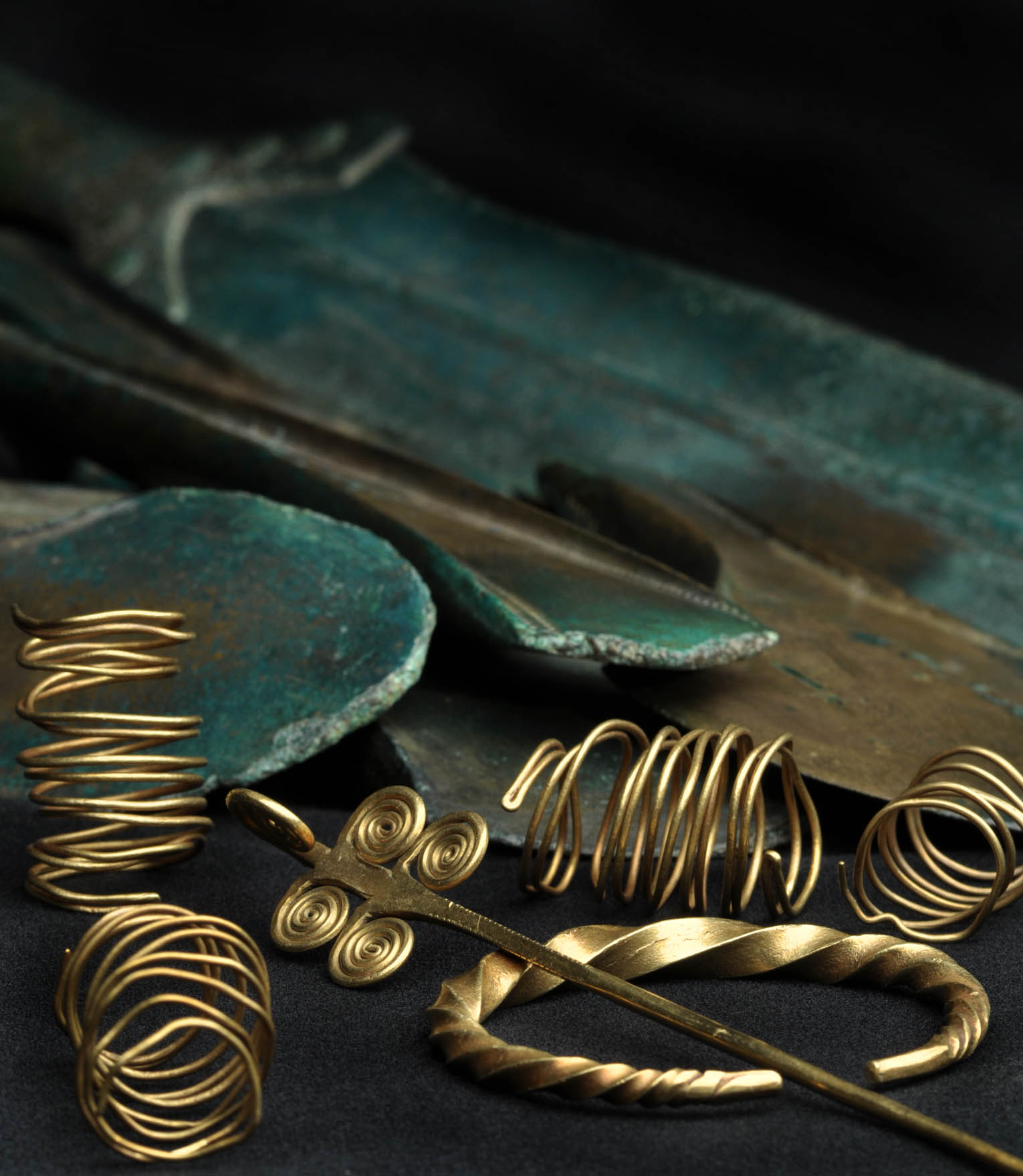
Objectes manufacturats
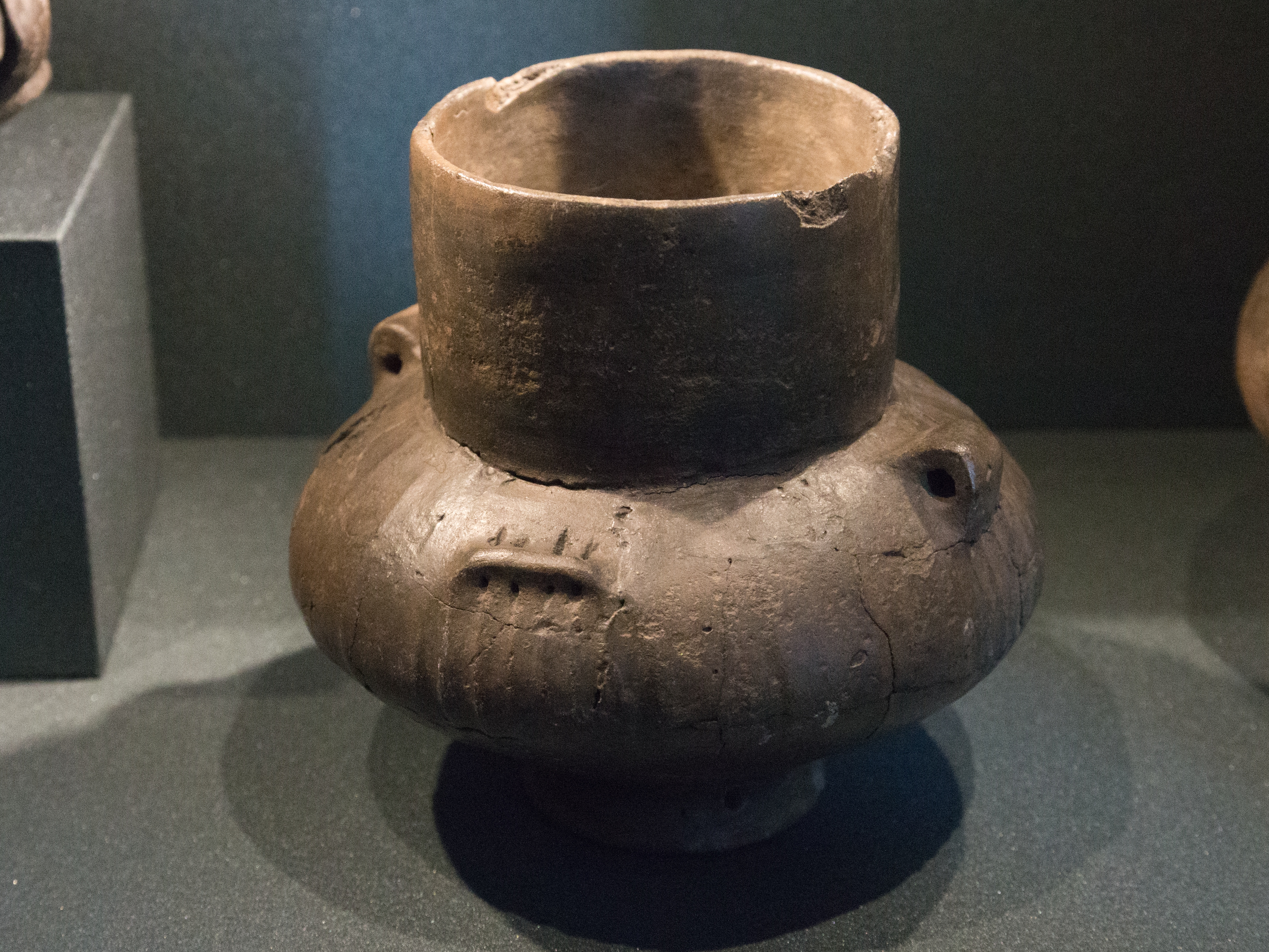
Ceràmica
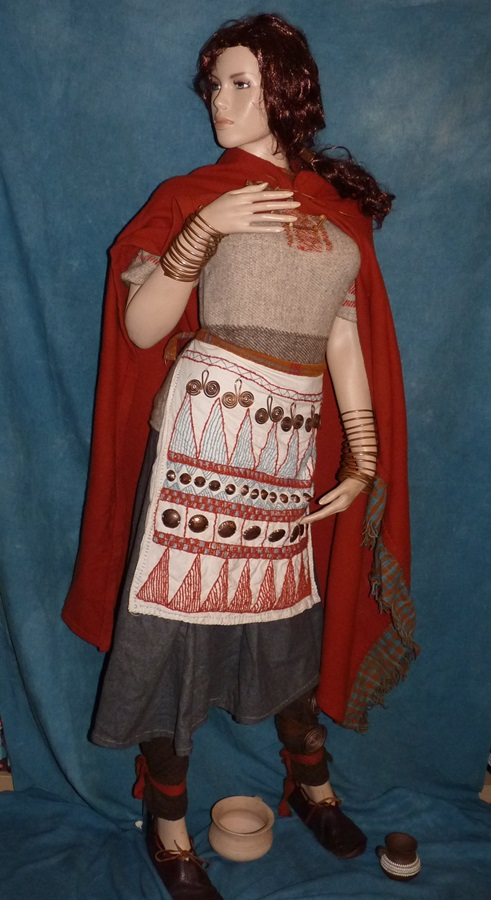
Reconstrucció de la roba femenina, fase tardana